# Stars in the Sky
«Stars in the Sky» (с англ. — «Звёзды в небе») — песня американского рэпера Кида Кади, выпущенная 25 марта 2022 года специально для фильма «Соник 2 в кино». Песня была написана и соспродюсирована самим Кади вместе с Splititupbenji, Take a Daytrip, Dot da Genius и Lil Nas X.

## История
Песня «Stars in the Sky» была выпущена 25 марта 2022 года в полночь, а за день до этого она стала доступна для предзаказа на музыкальных стриминговых платформах.
28 апреля 2022 года в сеть была слита ранняя версия песни под названием «STARZ» с дополнительным вокалом от Lil Nas X и отличным от финальной версии инструменталом.

## Реакция
Том Брейан из Stereogum сказал, что песня — «звучный, ритмичный трек, спродюсированный Take a Daytrip и Dot da Genius. Здесь Кади исполняет немного очень весёлых мелодий через множество автотюна, и это определённо звучит как песня для детского фильма». Брейан также сказал: «Довольно странно для Кида Кади! Но это может стать хитом! Видеоклип погружает Кади во вселенную Соника».

## Видеоклип
Видеоклип, срежиссированный Уильямом Лебедой, начинается с Кида Кади, записывающего песню в студии звукозаписи. Работу прерывает сообщение от доктора Роботника, приглашающего Кади поучаствовать в неком деле. Кади соглашается, покидает студию и обнаруживает Яйцемобиль, средство передвижения Роботника. Кади летит на полной скорости, продолжая петь песню, в то же время клип показывает кадры из фильма «Соник 2 в кино» как в оригинальном формате, так и в 16-битном.
В финале клипа, находясь в локации «Labyrinth Zone», Кади понимает, что Роботник на самом деле вызвал его для похищения Мастер Изумруда. Кади объединяется Соником и Тейлзом, чтобы остановить Роботника, прибывшего в Грин-Хиллз и создавшего там по своему образу и подобию гигантского робота, который заряжается энергией изумруда. Кади также создаёт робота в виде самого себя и одним ударом уничтожает робота Роботника, после чего Соник с помощью своего кольца открывает портал обратно в студию и даёт Кади одну из своих игл.

## Живые выступления
9 апреля 2022 года Кади впервые исполнил медли песен «Stars in the Sky» и «Pursuit of Happiness» во время церемонии вручения премии «Kids' Choice Awards».

## Список композиций
| №  | Название           | Длительность |
| -- | ------------------ | ------------ |
| 1. | «Stars In The Sky» | 3:05         |